# Eloria grandis
Eloria grandis är en fjärilsart som beskrevs av Druce 1899. Eloria grandis ingår i släktet Eloria och familjen tofsspinnare. Inga underarter finns listade i Catalogue of Life.